# París-Niça 1952
La París-Niça 1952 fou la 10a edició de la París-Niça. És un cursa ciclista que es va disputar entre el 25 i el 30 de març de 1952. La cursa fou guanyada pel francès Louison Bobet, de l'equip Stella, per davant de Donato Zampini (Benotto) i Raymond Impanis (Garin).
El conjunt Stella s'imposà en la classificació per equips.
Per primer cop en la història de la prova es fa una contrarrelotge individual. La breu etapa d'Arles és anomenada etapa-sprint, ja que consta de dos sprints intermedis. El guanyador de l'etapa és el corredor amb el menor temps al sumar el cronometratge fet a cadascun dels sprints intermedis i en la línia de meta.
El mallot continua sent groc malgrat les queixes de la Federació Francesa de Ciclisme que vol que aquell color sigui exclusiu del Tour de França. Els periodistes per evitar embolics parlen del mallot llimona.

## Participants
En aquesta edició de la París-Niça hi preneren part 131 corredors. Setze individuals i 115 corredors dividits en 17 equips: Bertin, Route de France, Terrot, Stella, La Perle, Benotto, Arligue, Alcyon, Colomb, Dilecta, Delangle, France-Sport, Gitane-Hutchinson, Garin, Metropole, Vietto i Vanoli. La prova l'acabaren 38 corredors.
L'equip Route de France està format pels millors amateurs que disputen la prova homònima. El seu líder és Raphaël Géminiani.

## Resultats de les etapes
| Etapes              | Data       | Recorregut               | Km       | Vencedor d'etapa | Líder de la general |
| ------------------- | ---------- | ------------------------ | -------- | ---------------- | ------------------- |
| 1a etapa            | 25 de març | París-Pougues-les-Eaux   | 220,5 km | André Darrigade  | André Darrigade     |
| 2a etapa            | 26 de març | Pougues-les-Eaux-Annonay | 292 km   | Louison Bobet    | Louison Bobet       |
| 3a etapa, 1r sector | 27 de març | Annonay-Vergèze          | 216 km   | Louison Bobet    | Louison Bobet       |
| 3a etapa, 2n sector | 27 de març | Vergèze-Arles            | 48.5 km  | Raymond Impanis  | Louison Bobet       |
| 4a etapa            | 28 de març | Arles-Antibes            | 251 km   | Albert Dolhats   | Louison Bobet       |
| 5a etapa            | 29 de març | Antibes-Grasse (CRI)     | 57 km    | Louison Bobet    | Louison Bobet       |
| 6a etapa            | 30 de març | Grasse-Niça              | 175 km   | Louison Bobet    | Louison Bobet       |

## Etapes

### 1a etapa
25-03-1952. París-Pougues-les-Eaux, 220,5 km.
Sortida real: Velòdrom de la Croix-de-Benny a Antony. El campió del món Ferdi Kübler abandona durant l'etapa.
|   | Ciclista        | Equip    | Temps      |
| - | --------------- | -------- | ---------- |
| 1 | André Darrigade | La Perle | 5h 59' 16" |
| 2 | Jacques Dupont  | Dilecta  | m. t.      |
| 3 | Guy Lapébie     | Delangle | m. t.      |

### 2a etapa
26-03-1952. Pougues-les-Eaux-Annonay, 292 km.
|   | Ciclista         | Equip   | Temps      |
| - | ---------------- | ------- | ---------- |
| 1 | Louison Bobet    | Stella  | 8h 49' 43" |
| 2 | Donato Zampini   | Benotto | m. t.      |
| 3 | Lucien Teisseire | Vanoli  | + 1' 44"   |

### 3a etapa, 1r sector
27-03-1952. Annonay-Vergèze, 216 km.
Raphaël Géminiani no pren la sortida per culpa d'unes úlceres provocades per unes males condicions d'allotjament.
|   | Ciclista       | Equip             | Temps      |
| - | -------------- | ----------------- | ---------- |
| 1 | Louison Bobet  | Stella            | 5h 07' 49" |
| 2 | Félix Bermudez | Metropole         | m. t.      |
| 3 | Roger Decock   | Gitane-Hutchinson | m. t.      |

### 3a etapa, 2n sector
27-03-1952. Vergèze-Arles, 48.5 km.
|   | Ciclista        | Equip             | Temps   |
| - | --------------- | ----------------- | ------- |
| 1 | Raymond Impanis | Garin             | 59' 53" |
| 2 | Félix Bermudez  | Metropole         | m. t.   |
| 3 | Georges Gilles  | Gitane-Hutchinson | m. t.   |

### 4a etapa
28-03-1952. Arles-Antibes, 251 km.
L'etapa s'allarga sense cap explicació coneguda més de 20 km. Bobet acusa aquesta prolongació però salva el lideratge.
|   | Ciclista       | Equip             | Temps      |
| - | -------------- | ----------------- | ---------- |
| 1 | Albert Dolhats | La Perle          | 8h 42' 29" |
| 2 | Georges Decaux | Gitane-Hutchinson | m. t.      |
| 3 | Guido de Santi | Benotto           | m. t.      |

### 5a etapa
29-03-1952. Antibes-Grasse, 57 km. (CRI)
Bobet no porta el maillot de líder per qüestions publicitàries. Fa la prova amb el mallot de campió de França. El públic paga entrada.
|   | Ciclista        | Equip  | Temps      |
| - | --------------- | ------ | ---------- |
| 1 | Louison Bobet   | Stella | 1h 47' 56" |
| 2 | Pierre Barbotin | Stella | + 1' 07"   |
| 3 | Raymond Impanis | Garin  | + 2' 40"   |

### 6a etapa
30-03-1952. Grasse-Niça, 175 km.
Arribada situada al Passeig dels Anglesos.
|   | Ciclista        | Equip           | Temps      |
| - | --------------- | --------------- | ---------- |
| 1 | Louison Bobet   | Stella          | 5h 04' 20" |
| 2 | Raymond Impanis | Garin           | m. t.      |
| 3 | Jacques Vivier  | Route de France | m. t.      |

## Classificacions finals

### Classificació general
|    | Ciclista         | Equip             | Temps       |
| -- | ---------------- | ----------------- | ----------- |
| 1  | Louison Bobet    | Stella            | 36h 35' 24" |
| 2  | Donato Zampini   | Benotto           | + 4' 18"    |
| 3  | Raymond Impanis  | Garin             | + 5' 52"    |
| 4  | Jean Dotto       | France-Sport      | + 7' 25"    |
| 5  | Désiré Keteleer  | Garin             | + 11' 31"   |
| 6  | Lucien Teisseire | Vanoli            | + 15' 00"   |
| 7  | Pierre Barbotin  | Stella            | + 15' 40"   |
| 8  | Antonin Rolland  | Terrot            | + 15' 40"   |
| 9  | Georges Decaux   | Gitane-Hutchinson | + 16' 56"   |
| 10 | Albert Dolhats   | La Perle          | + 18' 12"   |

## Evolució de les classificacions
| Etapa (Vencedor)                      | Classificació general |
| ------------------------------------- | --------------------- |
| 0Etapa 1 (André Darrigade)            | André Darrigade       |
| 0Etapa 2 (Louison Bobet)              | Louison Bobet         |
| 0Etapa 3, 1r sector (Louison Bobet)   | Louison Bobet         |
| 0Etapa 3, 2n sector (Raymond Impanis) | Louison Bobet         |
| 0Etapa 4 (Albert Dolhats)             | Louison Bobet         |
| 0Etapa 5 (Louison Bobet)              | Louison Bobet         |
| 0Etapa 6 (Louison Bobet)              | Louison Bobet         |